# Trappistenabtei Genesee
Die Trappistenabtei Genesee (lat. Abbatia Beatae Mariae de Genesee; engl. Abbey of the Genesee) ist seit 1952 ein US-amerikanisches Kloster in Piffard, Livingston County (New York) im Bistum Rochester.

## Geschichte
Die Trappistenabtei Gethsemani gründete 1952 (südlich Rochester) im Tal des Genesee River das Tochterkloster Our Lady of the Genesee Abbey, das 1953 zur Abtei erhoben wurde. 1974 verbrachte der mit Abt John Eudes Bamberger befreundete Henri J. M. Nouwen sieben Monate im Kloster und schrieb darüber ein Buch, das in zahlreiche Sprachen übersetzt wurde.

### Obere und Äbte
- Gerard McGinley (1951–1955)
- Walter Helmstetter (1955–1963)
- Jerome Burke (1964–1971)
- John Eudes Bamberger (1971–2001)
- John Denburger (2001–2012)
- Gerard D’Souza (2012–)

### Gründungen
- 1977: Trappistenabtei Novo Mundo, Brasilien
- 1978 (adoptiert) Trappistenabtei Awhum, Nigeria
- 2006 (adoptiert) Trappistenkloster Illah, Nigeria

## Verweise
1. ↑  The Abbey of the Genesee. Abgerufen am 27. April 2023.

Koordinaten: 42° 50′ 39,1″ N, 77° 51′ 51,4″ W